# آیورن کورتنی
آیورن کورتنی (به انگلیسی: Iwerne Courtney) یک روستا در بریتانیا است که در Iwerne Courtney or Shroton واقع شده‌است. آیورن کورتنی ۴۱۰ نفر جمعیت دارد.